# Iowa Township (comté de Crawford, Iowa)
Iowa Township est un township, du comté de Crawford en Iowa, aux États-Unis,.

## Source de la traduction
- (en) Cet article est partiellement ou en totalité issu de l’article de Wikipédia en anglais intitulé « Iowa Township, Crawford County, Iowa » (voir la liste des auteurs).